# Kanton Combourg
Der Kanton Combourg (bretonisch Kanton Komborn) ist ein französischer Wahlkreis im Arrondissement Saint-Malo, im Département Ille-et-Vilaine und in der Region Bretagne; sein Hauptort ist Combourg.

## Geschichte
Der Kanton entstand am 15. Februar 1790. Von 1801 bis 2015 gehörten zehn Gemeinden zum Kanton Combourg. Mit der Neuordnung der Kantone in Frankreich stieg die Zahl der Gemeinden 2015 auf 26. Zu den bisherigen Gemeinden des alten Kantons Combourg kamen noch alle 10 Gemeinden des Kantons Kanton Tinténiac, 3 der 10 Gemeinden des Kantons Bécherel und 3 der bisherigen 10 Gemeinden des Kantons Hédé-Bazouges hinzu.

## Lage
Der Kanton liegt im Nordwesten des Départements Ille-et-Vilaine.

## Gemeinden

### Kanton Combourg seit 2015
Der Kanton besteht aus 24 Gemeinden mit insgesamt 34.242 Einwohnern (Stand: 1. Januar 2022) auf einer Gesamtfläche von 426,03 km²:
| Gemeinde                   | Gallo                  | Bretonisch           | Einwohner (2022) | Fläche (km²) | Code postal | Code Insee |
| -------------------------- | ---------------------- | -------------------- | ---------------- | ------------ | ----------- | ---------- |
| Bonnemain                  | Bonemein               | Bonmaen              | 1.533            | 23,77        | 35270       | 35029      |
| Cardroc                    | Casdroc                | Kerdreg              | 598              | 7,39         | 35190       | 35050      |
| Combourg                   | Conbórn                | Komborn              | 6.324            | 63,55        | 35270       | 35085      |
| Cuguen                     | Cugen                  | Kugenn               | 830              | 23,54        | 35270       | 35092      |
| Dingé                      | Deinjaé                | Dingad               | 1.690            | 52,89        | 35440       | 35094      |
| La Baussaine               | La Bauczaènn           | Baosan               | 675              | 9,63         | 35190       | 35017      |
| La Chapelle-aux-Filtzméens | La Chapèll-ez-Fius-Men | Chapel-Hilveven      | 825              | 6,36         | 35190       | 35056      |
| Lanrigan                   | Lanrigan               | Lanrigan             | 144              | 3,98         | 35270       | 35148      |
| Les Iffs                   | Lèzis                  | An Ivineg            | 274              | 4,52         | 35630       | 35134      |
| Longaulnay                 | Loncaunàe              | Hirweneg             | 598              | 7,52         | 35190       | 35156      |
| Lourmais                   | L’Oumàe                | An Oulmeg            | 335              | 7,22         | 35270       | 35159      |
| Meillac                    | Melhac                 | Melieg               | 1.975            | 32,21        | 35270       | 35172      |
| Mesnil-Roc’h               |                        |                      | 4.457            | 41,16        | 35720       | 35308      |
| Plesder                    | Pléder                 | Pleder               | 778              | 11,03        | 35720       | 35225      |
| Pleugueneuc                | Ploegenoec             | Plegeneg             | 2.063            | 24,52        | 35720       | 35226      |
| Québriac                   | Cóberiac               | Kevrieg              | 1.590            | 20,72        | 35190       | 35233      |
| Saint-Brieuc-des-Iffs      | Saent-Berioec          | Sant-Brieg-an-Ivineg | 323              | 8,29         | 35630       | 35258      |
| Saint-Domineuc             | Saent-Dominoec         | Landoveneg           | 2.587            | 15,70        | 35190       | 35265      |
| Saint-Léger-des-Prés       | Saent-Lijaer           | Sant-Lezer-ar-Prad   | 295              | 5,54         | 35270       | 35286      |
| Saint-Thual                | Saent-Tuau             | Sant-Tual            | 999              | 11,40        | 35190       | 35318      |
| Tinténiac                  | Titenyac               | Tintenieg            | 3.877            | 23,40        | 35190       | 35337      |
| Trémeheuc                  | Tréméhoec              | Tremaeg              | 349              | 6,05         | 35270       | 35342      |
| Trévérien                  | Trévérien              | Treverian            | 918              | 12,08        | 35190       | 35345      |
| Trimer                     | Trimèrr                | Tremeur              | 205              | 3,56         | 35190       | 35346      |
| Kanton Combourg            | Conbórn                | Komborn              | 34.242           | 426,03       | -           | 3506       |

### Kanton Combourg bis 2015
Der alte Kanton Combourg bestand aus zehn Gemeinden auf einer Fläche von 203,04 km². Diese waren: Bonnemain, Combourg, Cuguen, Lanhélin, Lourmais, Meillac, Saint-Léger-des-Prés, Saint-Pierre-de-Plesguen, Trémeheuc und Tressé.

## Veränderungen im Gemeindebestand seit der landesweiten Neuordnung der Kantone
2019: Fusion Lanhélin, Saint-Pierre-de-Plesguen und Tressé → Mesnil-Roc’h

## Bevölkerungsentwicklung
| 1962   | 1968   | 1975   | 1982   | 1990   | 1999   | 2006   | 2012   | 2016   |
| ------ | ------ | ------ | ------ | ------ | ------ | ------ | ------ | ------ |
| 12.096 | 11.771 | 11.451 | 11.648 | 11.846 | 11.692 | 13.109 | 14.701 | 32.732 |

## Politik
Im 1. Wahlgang am 22. März 2015 erreichte keines der fünf Wahlpaare die absolute Mehrheit. Bei der Stichwahl am 29. März 2015 gewann das Gespann Béatrice Duguépéroux-Honoré/André Lefeuvre (beide DVG) gegen David Buisset/Yolande Giroux (beide DVD) mit einem Stimmenanteil von 55,61 % (Wahlbeteiligung:53,47 %).
Seit 1945 hatte der Kanton folgende Abgeordnete im Rat des Départements:
| Vertreter im conseil général des Départements | Vertreter im conseil général des Départements | Vertreter im conseil général des Départements           |
| Amtszeit                                      | Name                                          | Partei                                                  |
| --------------------------------------------- | --------------------------------------------- | ------------------------------------------------------- |
| 1945–1949                                     | Abel Bourgeois                                | Rad.                                                    |
| 1949–1955                                     | Ange Denis                                    | MRP                                                     |
| 1955–1967                                     | Abel Bourgeois                                | Rad.                                                    |
| 1967–1998                                     | André Belliard                                | Union des démocrates pour la République (UDR), dann RPR |
| 1998–2015                                     | Marie-Thérèse Sauvée                          | PS                                                      |
| 2015–                                         | Béatrice Duguépéroux-Honoré André Lefeuvre    | DVG                                                     |